# Stadler Wink
Der Stadler Wink (Eigenschreibweise WINK für „wandelbarer innovativer Nahverkehrs-Kurzzug“) ist ein ursprünglich als Flirtino bezeichneter vom schweizerischen Eisenbahnhersteller Stadler Rail für den Regional-Verkehr konstruierter und hergestellter Niederflur-Triebzug, der für Zweikraftantriebe mit Diesel-, Elektro- oder Batteriebetrieb geeignet ist.

## Technik
Der Wink wurde vor allem für Nebenlinien mit kleinerem Fahrgastaufkommen entwickelt. Er löst die nicht mehr den Crashvorschriften entsprechenden Gelenktriebwagen Stadler GTW ab. Der Triebzug besteht wie ein zweiteiliger GTW aus einem Traktions-Mittelteil und zwei Endwagen. Im Unterschied zum GTW stützen sich Traktionsteil und Endwagen gemeinsam auf Jakobs-Drehgestelle ab. Angetrieben werden wie beim Stadler Flirt die Enddrehgestelle bei den Führerständen. Anders als beim Flirt befindet sich die Antriebsausrüstung nicht über den angetriebenen Drehgestellen, sondern im Traktions-Mittelteil. Dieses ist auch mit den Komponenten für die Energiebereitstellung und den Nebenaggregaten bestückt. 
Das Konzept eignet sich im Gegensatz zum zweiteiligen Flirt für Zweikraftantriebe mit Diesel- und Batteriebetrieb, für rein elektrischen Betrieb mit Zusatzbatterien, für thermischen Antrieb mit Diesel- oder Pflanzenölkraftstoff sowie für Brennstoffzellen. Der Wink ist mit langen und kurzen Endwagen erhältlich, das Einfügen eines Mittelwagens wie beim GTW ist nicht vorgesehen. Die Endwagen können mit einem bis vier Türpaaren ausgerüstet werden. Ein zweiteiliger Wink bietet bis 150 Personen Platz auf Sitzplätzen, was ungefähr dem Fassungsvermögen eines dreiteiligen GTW entspricht. Für Bahnen mit Bedarf für größere Züge bietet Stadler Rail den Flirt an. Dank Aluminium-Verbundbauweise beträgt die Achslast weniger als 18 Tonnen.

## Kunden und Betreiber

### Arriva Nederland

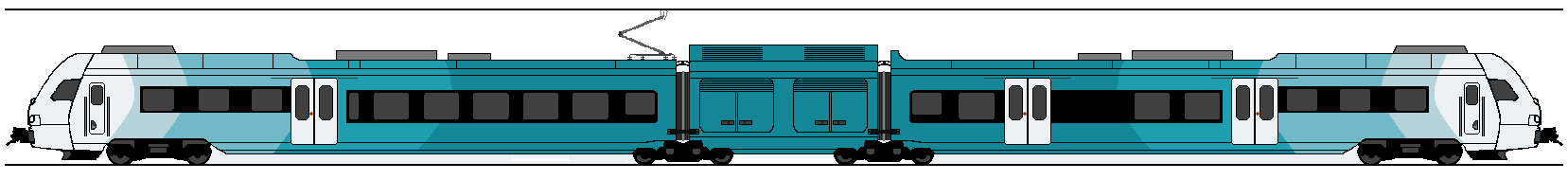
Typenskizze des Wink für Arriva Niederlande

Der Erstkunde Arriva Nederland bestellte im Jahr 2017 18 Wink-Züge, die mit Pflanzenöl von Deutz-Dieselmotoren des Typs TCD 16.0 V8 angetrieben werden. Endwagen B ist mit einem Türpaar ausgestattet, Endwagen A mit Toilette und zwei Türpaaren. Die zusätzlichen Batterien zur Speicherung der Bremsenergie erlauben es, die Dieselmotoren bei längeren Aufenthalten in Bahnhöfen auszuschalten. Die Triebzüge kommen seit dem 12. April 2021 in den Provinzen Friesland und Groningen zum Einsatz. Nach der teilweisen Elektrifizierung der Strecke Leeuwarden–Groningen werden voraussichtlich im Jahr 2025 die Dieselmotoren durch leistungsstarke Batterien ersetzt. Die Energie stammt dann aus der Oberleitung mit 1500 Volt Gleichstrom und den Batterien auf den nicht elektrifizierten Streckenabschnitten. Die Flotte ergänzt die 51 Arriva-GTW, die ebenfalls Batterien zur Speicherung der Bremsenergie erhalten sollen.